# Cristian Pecci
Cristian Pecci Macías (* 10. Mai 1988 in Chiclana de la Frontera) ist ein spanischer Fußballspieler.

## Vereine
Nachdem Pecci seine Jugendzeit bei Betis Sevilla verbracht hatte, wechselte er 2009 in die zweite Mannschaft des FC Cádiz. Am 21. November 2010 gab er sein Debüt in der ersten Mannschaft im Spiel gegen Caravaca CF, das mit 1:0 für Cádiz endete. Dabei stand er in der Startaufstellung und spielte während 90. Minuten durch. In seiner Zeit beim FC Cádiz blieb es bei diesem einzigen Einsatz, spielte aber für die zweite Mannschaft insgesamt 60 Ligaspiele, wobei er 2 Tore erzielen konnte. Zur Saison 2011/12 wechselte er zu San Fernando CD, mit denen er in seiner ersten Saison in die Segunda División B aufsteigen konnte. Nach einer weiteren Saison und Platz 7 in der Meisterschaft wechselte er zu Conil C.F. Seit Januar 2014 spielt er beim FC Rapperswil-Jona, mit dem er in der Saison 2016/17 den Aufstieg in die Challenge League schaffte.

## Nationalmannschaft
Bei der U-17-Fußball-Europameisterschaft 2004 in Frankreich stand Pecci im Kader der spanischen Fußballnationalmannschaft, die bis in das Finale vorstiess, dieses aber gegen den Gastgeber mit 1:2 verlor.

## Titel und Erfolge
San Fernando CD
- Aufstieg in die Segunda División B: 2012

FC Rapperswil-Jona
- Meister der Promotion League: 2017

Nationalmannschaft
- 2. Platz an der U-17-Fußball-Europameisterschaft: 2004